# Helpfau-Uttendorf
Helpfau-Uttendorf è un comune austriaco di 3 446 abitanti nel distretto di Braunau am Inn, in Alta Austria; ha lo status di comune mercato (Marktgemeinde). Capoluogo comunale è Uttendorf.

## Storia
L'area dove sorge Helpfau-Uttendorf era già popolata nell'età della pietra, come attestano vari ritrovamenti archeologici tra i quali una collana d'oro, estratta da una tomba e custodita in un museo a Linz. Fino all'età moderna furono conservate delle strade romane nella frazione di Lohnau.
La prima citazione del paese risale al 1120. Fino al 1780 Helpfau-Uttendorf fece parte della Baviera; divenne austriaca dopo la pace di Teschen del 1779. Durante le guerre napoleoniche divenne nuovamente bavarese, per tornare all'Austria nel 1814. Nel 1835 fu distrutto totalmente e fu ricostruita nel 1841.

## Monumenti e luoghi d'interesse

### Architetture religiose
A Helpfau-Uttendorf si trovano quattro chiese. La più nota è quella che si trova sulla collina Kavalienberg, già parte di un castello (Schlosskapelle) le cui pietre furono in seguito usate per la costruzione dell'ospedale di Braunau am Inn. La chiesa del castello è il simbolo e il centro della località.
La Filialkirche Sankt Florian bei Helpfau è una chiesa gotica che sorge nella frazione di Sankt Florian bei Helpfau; davanti dalla chiesa c'è un cimitero della seconda guerra mondiale.

### Architetture civili
La piazza del mercato è il centro storico di Uttendorf. Qui si trovano locali, negozi, banche ed edifici amministrativi. Nel 1835, a causa di un incendio, il mercato fu distrutto completamente salvo tre edifici; nel 1841 è stato ricostruito, assumendo la forma odierna.
Il Mattigtaler Heckenlabyrinth der Menschenrechte ("Labirinto dei diritti umani della Mattigtal", MHM) sorse a partire dal 2005 in località Reichsdorf in seguito a un'iniziativa privata. Con un diametro di 64 metri e una lunghezza delle siepi di circa 1 000 metri, dal 2014 sarà il labirinto più grande di tutta l'Austria, accessibile al pubblico. Il motto del labirinto («Incontriamoci nella mente della fraternità») è tratto dalla Dichiarazione universale dei diritti umani del 1948. Lo scultore Stefan Esterbauer ha progettato una scultura da porre al centro del labirinto.

## Geografia antropica
Helpfau-Uttendorf confina con i comuni di Burgkirchen a nord-ovest, Mauerkirchen a nord, Moosbach a nord-est, Maria Schmolln a sud-est, Schalchen a sud e Pischelsdorf am Engelbach a sud-ovest.

### Suddivisioni amministrative
I comuni catastali di Helpfau-Uttendorf sono Helpfau, Kager, Sankt Florian bei Helpfau e Uttendorf; inoltre sono presenti le frazioni minori di Alm, Anzenberg, Brunning, Freihub, Gaismannslohen, Höfen, Heitzing, Lohnau, Ort, Reichsdorf, Reith, Scheiblberg, Sonnleiten, Steinbruch, Steinrödt, Straß e Wienern.

## Economia
Negli ultimi decenni del XX secolo a Helpfau-Uttendorf si è formata una zona industriale di notevole estensione, con imprese di spedizioni, segherie, un centro di smaltimento rifiuti, produttori di porte, stamperie, aziende di rivestimenti e imprenditori edili. A causa della scarsità di terreni disponibili è stata pianificata la "Industriegebiet Süd", al confine con il comune di Schalchen tra il fiume Mattig e la strada B 147, ma è ancora poco edificata. Altre aziende sorgono anche fuori di queste zone, come un birrificio che si trova nel centro di Uttendorf.

## Infrastrutture e trasporti

### Strade
Il comune è attraversato dalla B147 (Braunauer Straße) e, nella zona industriale, dalla B 142 (Mauerkirchener Straße), che si biforca verso Altheim. La circonvallazione di Mattighofen, in progetto, sarà collegata a Uttendorf.

### Ferrovie
Helpfau-Uttendorf è attraversata dalla Mattigtalbahn ("Ferrovia della Mattigtal"); molti lavoratori e studenti sono pendolari tra Helpfau-Uttendorf e Salisburgo o Braunau am Inn.

### Mobilità urbana
Le linee di autobus 320 e 330 rendono possibile tanto il viaggio verso altre località, come Braunau am Inn o Straßwalchen, quanto gli spostamenti all'interno del comune.

## Amministrazione
Il sindaco di Helpfau-Uttendorf è Josef Johann Leimer, del Partito Popolare Austriaco (ÖVP).